# Joan Déu i Ros
Joan Deu i Ros (1835-1919) va ser un polític republicà català.
Va néixer el febrer de 1835 a la localitat gironina d'Olot. Deu, que va arribar a ser fins a tres vegades alcalde de la seva localitat natal, durant el govern provisional del sexenni democràtic va participar en l'octubre de 1869 en un fallit alçament republicà, el que va motivar el seu exili a França.  Va morir el 1919. El 1931 l'Ajuntament republicà d'Olot li va dedicar el nom d'una plaça i el va nomenar fill predilecte i el 1994 se li va dedicar el nom d'un carrer.